# Erdington
Erdington – dzielnica w Birmingham, w Anglii, w West Midlands, w dystrykcie metropolitalnym Birmingham. W 2011 dzielnica liczyła 22828 mieszkańców. Erdington jest wspomniana w Domesday Book (1086) jako Hardintone.